# Michał Romanow (1924–2008)
Michał Fiodorowicz Romanow, ros. Михаил Фёдорович Романов, fr. Michel Romanoff de Russie (ur. 4 maja 1924 w Paryżu, zm. 22 września 2008 tamże) – rosyjski reżyser, czynny we Francji; działacz kultury i polityk monarchistyczny.

## Życiorys
Urodził się jako jedyny syn Fiodora Aleksandrowicza Romanowa (1898–1968) i Ireny Pawłownej Paley (1903–1990). Wychowywał się w Paryżu i Biarritz. Jako dziecko nauczył się mówić po francusku, angielsku i rosyjsku. W późniejszych latach uczył się hiszpańskiego i katalońskiego. W 1932 jego rodzice ogłosili separację, a Michał zamieszkał z matką w Neuilly. Tam uczęszczał do École du Montcel. W 1939 powrócił wraz z matką do Biarritz. Walczył w czasie II wojny światowej, służąc w 1945–1946 pod dowództwem gen. Philippe'a M. Leclerca.
Po zakończeniu wojny pracował w handlu, m.in. w Societé des Parfums, którego właścicielem był jego wuj Lucien Lelong. Dzięki kontaktom swojej kochanki Annabelli (1907–1996) rozpoczął pracę w branży filmowej. W 1949 zaczął pracować jako asystent reżysera, następnie kierownik produkcji. Współpracował m.in. z René Clairem, Julienem Duvivierem i Henri-Georgesem Clouzotem. W 1985 przeszedł na emeryturę.
W 1979 był jednym z członków-założycieli i działaczy Stowarzyszenia Rodziny Romanowów. W jego ramach promował też kulturę i język rosyjski we Francji. W 1990 odbył pierwszą podróż do Rosji. W tym samym roku otrzymał obywatelstwo rosyjskie. W tym samym roku został doradcą mera Petersburga ds. kultury. W 1997 był uczestnikiem wystawy fotografii Romanowów (m.in. wraz z Aleksym), zorganizowanej w tym mieście. W tym samym roku zrezygnował z doradztwa władzom miasta, wyrażając w ten sposób sprzeciw wobec ponownemu pochówkowi rodziny carskiej Mikołaja II. W 1998 sprzeciwił się pretensjom do tronu Marii Władimirowny, jako popierającej „kłamliwy reżym”. Ponownie osiadł we Francji (L'Escala).

## Krąg rodzinny
W 1947–1958 pozostawał w związku z wpływową francuską aktorką, Annabellą (1907–1996). 
15 października 1958 w Paryżu poślubił Helgę Staufenberg (ur. 1926). Małżeństwo rozwiodło się w 1992. Z tego związku pochodzi jedyne dziecko Michała Romanowa:
- Michał Michajłowicz (1959–2001).

Powtórnie ożenił się 15 stycznia 1994 w Josse z Marią de las Mercedes Ustrell-Cabani (ur. 1960). Od 1995 para wychowywała wnuczkę Michała, Tatianę Aleksandrę (ur. 1986), adoptowaną w 2001.
| 4. Aleksander Romanow |  |                   |  |  |                   |
|                       |  | 2. Fiodor Romanow |  |  |                   |
| 5. Ksenia Romanowa    |  |                   |  |  |                   |
|                       |  |                   |  |  | 1. Michał Romanow |
| 6. Paweł Romanow      |  |                   |  |  |                   |
|                       |  | 3. Irena Paley    |  |  |                   |
| 7. Olga Paley         |  |                   |  |  |                   |
|                       |  |                   |  |  |                   |

## Filmografia
Michel Romanoff występuje jako drugi reżyser w napisach nw. filmów:
- 1957 : Pot-Bouille, reż. Julien Duvivier
- 1949 : Black Jak, reż. Julien Duvivier
- 1961 : Fanny, reż. Joshua Logan
- 1951 : Juliette ou la clé des songes, reż. Marcel Carné
- 1967 : Diaboliquement vôtre, reż. Julien Duvivier
- 1957 : L'Homme à l'imperméable, reż. Julien Duvivier
- 1953 : Le retour, de Don Camillo, reż. Juliena Duvivier
- 1955 : Les Diaboliques, reż. Henri-Georges Clouzot
- 1959 : Marie-Octobre, reż. Julien Duvivier
- 1965 : Le dimanche de la vie, reż. Jean Herman
- 1968 : Un soir, un train, reż. Jean Delvaux
- 1967 : Les Demoiselles de Rochefort, reż. Agnès Varda i Jacques Demy
- 1967 : Trois Chambres à Manhattan, reż. Marcel Carné
- 1957 : Les espions, reż. Henri-Georges Clouzot
- 1956 : Trapèze, reż. Carol Reed
- 1953 : Les Orgueilleux, reż. Yves Allégret i Rafael E. Portas
- 1953 : Le Salaire de la peur, reż. Henri-Georges Clouzot
- 1956 : Anastazja, reż. Anatole Litvak